# Северин Наливајко
Северин Наливајко (укр. Северин Наливайко; 1560, Хуcјатин, Тернопољска област — 21. април 1597, Варшава, Државна заједница Пољске и Литваније) био је рутенски православни племић и дворски Козак. Касније је постао војводом Козака и вођа козачког устанка против католичке Пољско-литванске државе. За време устанка ослободио је велику територију која данас обухвата Украјину и Белорусију.
Северин Наливајко је данас је херој украјинског фолклора.

## Биографија
Северин Наливајко је рођен у крају Хусјатин (данас Тернопољска област, Украјина) у крзнарској породици. Након убиства оца, којег су убиле слуге пољског магната Калиновског (пољ. Kalinowski), са мајком се преселио у Острог. У Острогу његов старији брат је уписао у Семинариј.

### У служби Пољске
Касније је служио као регистрован Козак, под пољским кнезом Константином Острошким у војски Велике кнежевине Литваније. 1593. борио се против Запорошких Козака, у буни Криштофа Косинског (устанак Косинског), све до 1594. када напусти војску и оснује своју дружину нерегистрованих Козака. Своју базу је имао код града Брацлав. Одатле је нападао молдавска и мађарска насеља.

### Устанак
Следеће године Козаци Северина Наливајка удруже се са осталом незадовољном (православном) рајом Малорусије (данас Украјина) и заузму град Луцк. У Луцку су извршили масакар над Пољацима и њиховом шљахтом, католичким клером и локалним гркокатолицима. У Луцку су се налазиле присталице епископа Ћирила Тарлецког, који је био један од инцијатора Брестовске уније. Из Волиња прелазе се у данашњу Белорусију где разоре Могиљов.
Пад Могиљова био је сигнал за устанак белоруске (православне) раје, која је такође била под влашћу католичких Пољака.
Други део устаничке војске са Григоријем Лободом и Матејем Шаулом ишла је према Белој Цркви, одакле је требало да иде према Кијеву и уз реку Дњепар до Белорусије. Тамо би се два крака устаника ујединила са војском Наливајка.

### Преговори
Северин Наливајко је у писму пољском краљу Сигисмунду III Васи молио, да између реке Буг и Дњестар (јужно од Брацлава) Козацима подари слободну земљу, а у замену би Козаци помогли Пољску у ратовима са суседним земљама.
Пошто је устанак растао, пољски краљ је опозвао војску из Молдавије, коју је водио велики хетман Станислав Жолкевски, са наредбом да угуши устанак Козака. Жолкевски је ишао на Козаке са југа, док је из Латвије кренула војска од 15 хиљада људи, под командом војводе литванског Бујвида. Наливајко је преговарао и са Хабзбурзима, о борби против Турака (јуни-септембар 1595), после тога иде на југ, према војсци козака Григорија Лободе. Војске су се састале код Трипоља, где је већина Козака прешла на страну хетмана Лободе. Пошто је пољска војска била све јача, Козаци су одступали према левом брегу Дњепра.

### Пораз
По одлуци пољског Сејма фебруара 1596. за гушење устанка подигнута је војска пољске властеле, коју је водио велики хетман Станислав Жолкевски. Наливајкова војска је 28. фебруара 1596, разбијена, и морала је да одступи из Брацлава у Дивље Поље. Још један (тактички) пораз доживели су Козаци код Беле Цркве 25. марта 1596. (битка код Острога Камена). Битка је била веома крвава, јер су се Козаци добро утврдили у колском табору: иако су се Пољаци повукли, притисак је био велик и повукли су се и Козаци. Након тога падају под опсаду код Лубња. Опсада је трајала две недеље, довољно дуго да су понестале намирнице, после чега дође до раздора између Козака. Козаци су пристали да предају хетмана Наливајка Пољацима, али Жолкевски на то није пристао и напао је козаке, потпуно уништивши козачку војску, око 8 хиљада бораца. По другим изворима, козаци су предали Наливајка да би спасли животе, али је пољска војска после његове предаје почела масакр над Козацима.

## Линч у Варшави
Северин Наливајко је доведен у Варшаву, где су му изрекли казну. За време Сејма обезглавили су га и коњима разчетверили. Делове његовог тела обесили су по граду. Постоје и индиције да су му пре тога на главу дали ужарену круну и спалили га живог у бакарном "бику". Писаних доказа о томе нема.
О Северину Наливајку и дејствима устаника у Белорусији пише и Баркулабовски летопис.
- Северин Наливајко на марки украјинске поште
- Козачки устанак Наливајка